# Don Ross
Donald James Ross (Montreal, 19 november 1960), beter bekend als Don Ross, is een Canadese gitarist die gekenmerkt wordt zowel de emotie en de intensiteit in zijn gitaarspel als ook zijn techniek.
Ross' muziek verleent zich van de blues, jazz, volksmuziek en klassieke muziek, wat een stijl creëert dat hij zelf omschrijft als "heavy wood". Ross is de enige persoon die twee keer het Nationale Fingerstyle gitaarkampioenschap van Amerika heeft gewonnen (1988 en 1996). Bruce Cockburn schreef over zijn album "Robot Monster" (2003) het volgende: "niemand doet wat Don Ross doet met een akoestische gitaar. Hij neemt de bochten zo snel dat je denkt dat hij uit de bocht zal gaan, maar hij verliest nooit zijn controle".

## Invloeden en techniek
Ross noemt Bruce Cockburn, John Renbourn, Pierre Bensusan, Keith Jarrett, Egberto Gismonti en Pat Metheny als zijn meest belangrijke invloeden. Een van zijn nummers, "Michael, Michael, Michael", is toegewijd aan Michael Hedges, van wie hij ook al meerdere nummers heeft gecoverd.
Ross geavanceerde techniek en zijn goed gevoel voor ritme, gecombineerd met ongewone ideeën, maakt zijn stijl onmiddellijk herkenbaar. Hij gebruikt vaak percussieve technieken en speelt ingewikkelde op- en neeraanslagpatronen met zijn duim. Zijn gebruik van acryl nagels geven hem een scherpe en erg gedefinieerde toon.
Don Ross speelde in het begin van zijn carrière op een Lowden S-10. Vanaf 1997 speelde hij op een Lowden O-10. Tegenwoordig speelt hij op aangepaste gitaren, gemaakt door Marc Beneteau. Deze gitaren zijn uitgerust met een combinant van microfoons en K&K-pickups. Somt speelt hij op een baritone gitaar van Marc Beneteau, of gebruikt hij een aangepaste 7-snarige gitaar van Oskar Graf.

## Discografie

### Albums
- 1989: Bearing Straight, Duke Street Records
- 1990: Don Ross, Duke Street Records
- 1992: Three Hands, Duke Street Records
- 1995: This Dragon Won’t Sleep, Sony Canada
- 1996: Wintertide, Sony Canada
- 1997: Loaded, Leather, Moonroof, Sony Canada
- 1999: Passion Session, Narada Masters of Acoustic Guitar
- 2001: Huron Street, Narada Productions
- 2003: Robot Monster, Narada Productions
- 2004: Live: The Art of the Steel String Guitar (met Men of Steel)[2]
- 2005: Music for Vacuuming, CandyRat
- 2006: Live in Your Head, Goby Fish
- 2008: The Thing That Came From Somewhere, CandyRat, (Don Ross & Andy Mckee)
- 2009: Any Colour, Goby Fish
- 2010: Breakfast for dogs, CandyRat

### DVDs
- 2004: Don Ross: Live, Candyrat
- 2006: Don Ross/Michael Manring: Live in Toronto, Candyrat